# Walter Höchstädter (Kunsthändler)
Walter Höchstädter (geb. 13. Juni 1914 in Krumbach (Schwaben); gest. 8. Juli 2007 in Melbourne, Australien) war ein emigrierter deutscher Kunsthändler.

## Leben
Walter Höchstädter wurde im Juni 1914 als Sohn des Textilkaufmanns Hermann Höchstädter (1879–1965) und seiner Frau Amalie (geb. am 17. März 1891, Geburtsname: Bach) geboren. Schon früh begeisterte er sich für Ostasien, insbesondere für China. Mit 15 Jahren war er Mitglied im China-Institut (Frankfurt) und in der Gesellschaft für Ostasiatische Kunst (Berlin). Von einer Reise nach China, die er im Jahr 1934 antrat, kehrte er aufgrund der zunehmenden Judenverfolgung im „Dritten Reich“ nicht mehr nach Deutschland zurück. Ab 1938 lebte er abwechselnd in Hongkong und New York. Seine Eltern holte er im Jahr 1940 nach. Seine Schwester emigrierte nach Brasilien.
Über die Jahre entwickelte Höchstädter sich zu einem angesehenen Kenner für chinesische Kunst. Er selbst agierte als Händler und Sammler chinesischer Werke. Zum Ende seines Lebens zog es ihn nach Australien, wo er im Juli 2007 in Melbourne starb. Beigesetzt wurde er auf dem Jüdischen Friedhof in Augsburg.

## Links
- Im Herzen war er immer ein Augsburger. Augsburger Allgemeine
- datenmatrix.de | Biografie Trude Nußbaum (geb. Höchstädter)

| Personendaten    | Personendaten          |
| ---------------- | ---------------------- |
| NAME             | Höchstädter, Walter    |
| ALTERNATIVNAMEN  | Hochstadter, Walter    |
| KURZBESCHREIBUNG | deutscher Kunsthändler |
| GEBURTSDATUM     | 13. Juni 1914          |
| GEBURTSORT       | Krumbach (Schwaben)    |
| STERBEDATUM      | 8. Juli 2007           |
| STERBEORT        | Melbourne              |